# Mulheres do Brasil
Mulheres do Brasil é um filme brasileiro produzido em 2006 e dirigido por Malu de Martino. A produção-executiva ficou sob a responsabilidade de Thaís Mello, com a assistência de Bruna Brasil e Tiago Campany.

## Sinopse
O filme conta a história de cinco mulheres de cinco regiões diferentes do Brasil: Esmeralda, Laura, Ana, Telma e Martileide.

## Elenco
- Camila Pitanga .... Esmeralda
- Ana Beatriz Nogueira .... Ana
- Bete Coelho .... Laura
- Roberta Rodrigues .... Telma
- Carla Daniel .... Martileide
- Dira Paes .... Julia
- Deborah Evelyn .... Rita
- Luana Carvalho .... Isabel
- Dalton Vigh .... Bernardo
- Tuca Andrada .... Greg
- Lucci Ferreira .... Zeca
- Stepan Nercessian .... Olavinho
- Luciano Szafir .... Murilo
- Arlete Heringer .... Janara
- Bethito Tavares...Eduardo
- Mário Schoemberger .... Rubão
- Thaís Garayp .... Arminda
- Léa Garcia .... Eunice
- Renato Scarpin .... galã
- Marília Medina .... Marli

## Produção
O filme é baseado em histórias de cinco escritoras brasileiras: Malu de Martino (episódio "Telma"), Ledusha Spinardi (episódio "Laura"), Aninha Franco (episódio "Esmeralda"), Maria Helena Weber (episódio "Martileide"), Lúcia Guiomar Teixeira e Babe Lavenère (episódio "Ana") de várias cidades brasileiras: Maceió, Curitiba, Rio de Janeiro, São Paulo e Bom Jesus da Lapa.

## Recepção

### Prêmios e indicações
| Ano  | Prêmio                              | Categoria                | Nomeações         | Resultado |
| ---- | ----------------------------------- | ------------------------ | ----------------- | --------- |
| 2006 | Miami Brazilian Film Festival       | Melhor Som               | Claudio Valdetaro | Venceu    |
| 2007 | Prêmio Contigo! de Cinema Nacional  | Melhor Filme             |                   | Indicado  |
| 2007 | Prêmio Contigo! de Cinema Nacional  | Melhor Figurino          | Inês Salgado      | Indicado  |
| 2007 | Cineport - Portuguese Film Festival | Melhor Atriz Coadjuvante | Dira Paes         | Venceu    |
| 2007 | Grande Prêmio do Cinema Brasileiro  | Melhor Atriz Coadjuvante | Dira Paes         | Indicado  |

## Ligações Externas
- Mulheres do Brasil. no IMDb.